# Villages Créoles
Villages Créoles est un label touristique de l'île de La Réunion, département d'outre-mer français dans le sud-ouest de l'océan Indien. Il distingue des villages des Hauts de ce territoire en vue de leur faire bénéficier des revenus du tourisme réunionnais tout en agissant en tant que projets d'aménagement et en appuyant les tissus économique et associatif locaux. En 2011, à la suite de l'adhésion de La Plaine-des-Palmistes, ces Villages Créoles sont seize, répartis sur treize des vingt-quatre communes de La Réunion.

## Liste
| Villages Créoles        | Commune                 |
| ----------------------- | ----------------------- |
| Bourg-Murat             | Le Tampon               |
| Cilaos                  | Cilaos                  |
| Entre-Deux              | Entre-Deux              |
| Grand Coude             | Saint-Joseph            |
| Grand Îlet              | Salazie                 |
| Hell-Bourg              | Salazie                 |
| Maïdo-Petite France     | Saint-Paul              |
| Les Makes               | Saint-Louis             |
| Petite-Île              | Petite-Île              |
| Plaine des Grègues      | Saint-Joseph            |
| La Plaine-des-Palmistes | La Plaine-des-Palmistes |
| Saint-Leu-Le Plate      | Saint-Leu               |
| Saint-Philippe          | Saint-Philippe          |
| Sainte-Rose             | Sainte-Rose             |
| Le Tévelave             | Les Avirons             |